# 23199 Bezdek
23199 Bezdek è un asteroide della fascia principale. Scoperto nel 2000, presenta un'orbita caratterizzata da un semiasse maggiore pari a 3,0405613 UA e da un'eccentricità di 0,0493910, inclinata di 5,45777° rispetto all'eclittica.